# SuperLuna

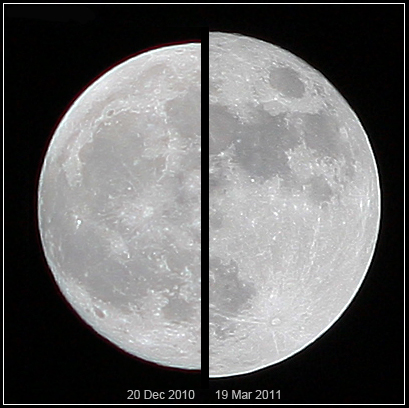
SuperLuna din 19 martie 2011 (dreapta), comparată cu cea obișnuită din 20 decembrie 2010 (stânga)

SuperLuna reprezintă acel fenomen astronomic care constă în suprapunerea fazei de Lună plină sau Lună nouă cu poziția Lunii la perigeul traiectoriei sale circumterestre.
Atunci când ne referim doar la Luna plină, avem un maxim de luminozitate a Lunii, care se va vedea cu circa 6% mai mare decât în mod normal, iar strălucirea acestia va fi mai mare cu circă 12%.
Deoarece forța mareelor scade cu patratul distanței Pământ-Lună, procentul de mărire al acestei forțe în faza de superlună față de medie devine 12%.

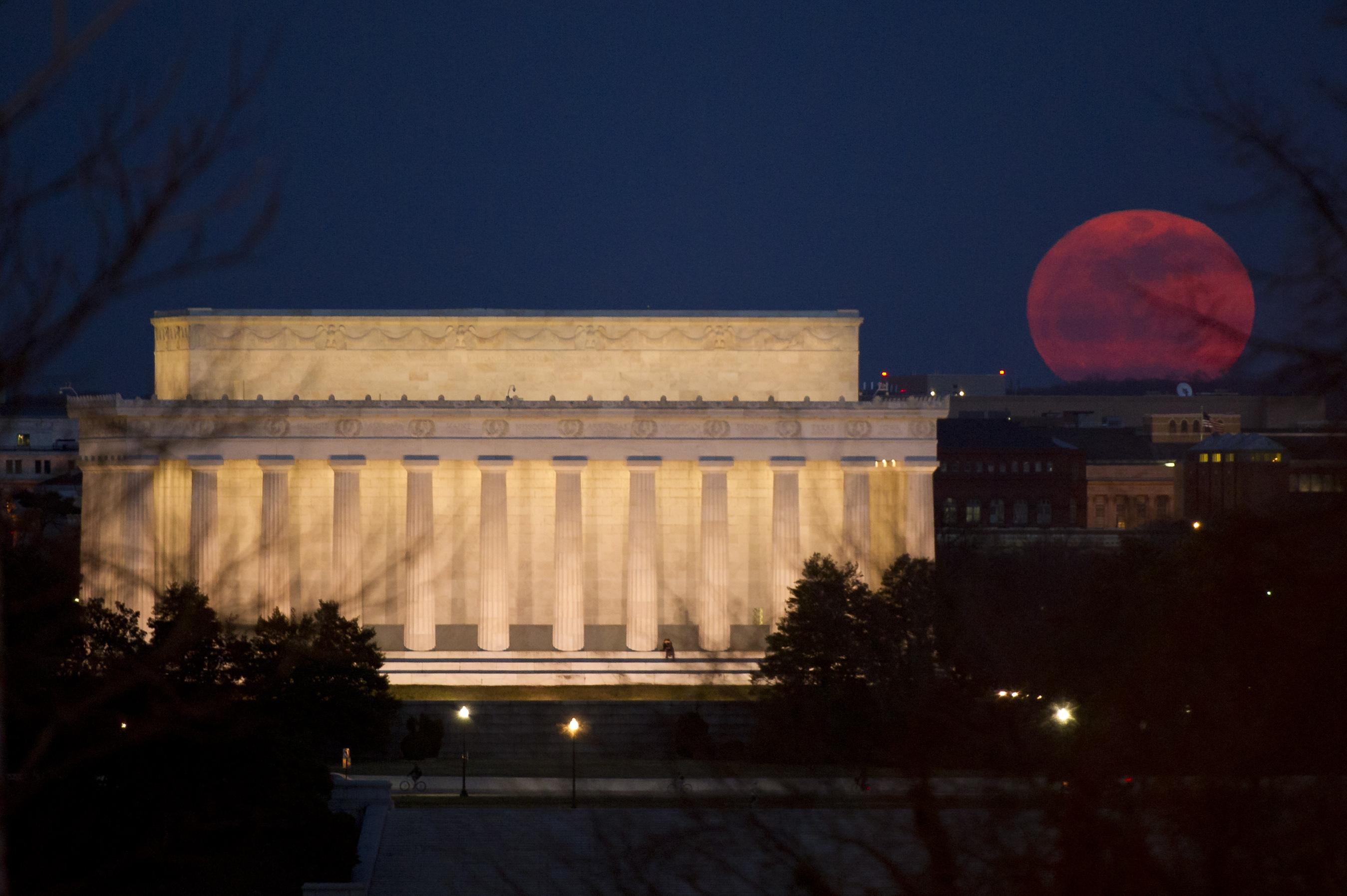
SuperLuna văzută desupra orașului Washington, în vecinătatea Monumentului lui Lincoln pe data de 19 martie 2011

## Date de producere a SuperLunii
Zile în care a avut sau va avea loc acest fenomen:
- 10 noiembrie 1954
- 20 noiembrie 1972
- 8 ianuarie 1974
- 26 februarie 1975
- 2 decembrie 1990
- 19 ianuarie 1992
- 8 martie 1993
- 10 ianuarie 2005
- 12 decembrie 2008
- 30 ianuarie 2010
- 19 martie 2011
- 6 mai 2012
- 9 decembrie 2013
- 10 august 2014
- 20 martie 2015
- 29 august 2015
- 14 noiembrie 2016
- 2 ianuarie 2018
- 21 ianuarie 2023
- 25 noiembrie 2034
- 13 ianurie 2036

## Efecte

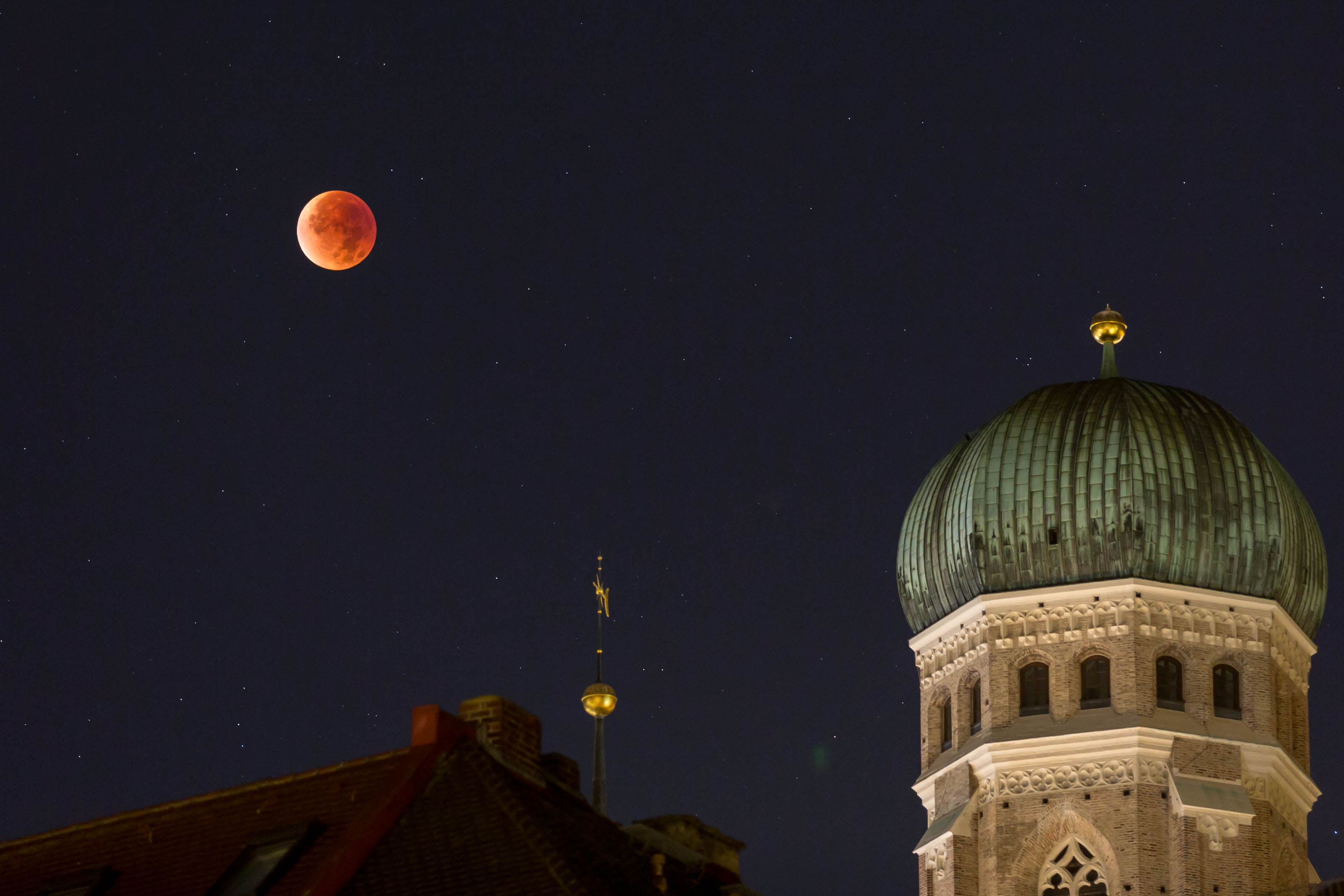
Eclipsa de Lună din 28 septembrie 2015, la SuperLună, cum s-a văzut la München, în Germania.

### Maree
Mareele provin din efectul combinat al Lunii și Soarelui asupra oceanelor. Acest efect este și mai important când Luna e plină sau nouă (întrucât Luna, Terra și Soarele sunt aliniate). Când Luna se află la perigeu, forța mareică este și mai importantă. Totodată, chiar dacă fluxul sau refluxul au amplitudini mai mari, forța mareică lunară rămâne totuși slabă.

### Catastrofe
Unele studii raportează o slabă corelație între activitatea lunară și seisme puțin profunde și de foarte slabă intensitate. Nicio corelație nu a putut fi găsită cu seisme importante.

#### Speculații
Speculații au fost emise spunând că seismul din Oceanul Indian, care s-a produs la 26 decembrie 2004, a fost influențat de o SuperLună care s-a produs după două săptămâni, la 10 ianuarie 2005. Speculații similare au fost emise pentru seismul japonez din 2011 care s-a produs cu 8 zile înainte de cea mai apropiată SuperLună după 1992. În cele două cazuri, Luna era aproape de apogeu, la seism. De altfel, cele trei SuperLuni cele mai apropiate din secolul al XX-lea nu corespund niciunui seism cu o magnitudine mai mare de 6,0.

## Referință și note
1. ↑  20th Century SuperMoon Alignments
2. ↑  21th Century SuperMoon Alignments
3. ↑  „Tides, the Earth, the Moon, and why our days are getting longer”.
4. ↑  „Apogee and Perigee of the Moon”.
5. 1 2  „No, the "supermoon" didn't cause the Japanese earthquake”. Arhivat din original la 22 octombrie 2019.
6. ↑  „Can the position of the moon affect seismicity?”.
7. ↑  „Can the position of the moon or the planets affect seismicity?”.
8. ↑  „Will the mars 19 'Supermoon' Trigger Natural Disasters?”. Arhivat din original la 15 martie 2011.
9. ↑  „Extreme Super (Full) Moon to Cause Chaos?”.
10. ↑  „Is the Japanese earthquake the latest natural disaster to have been caused by a 'supermoon'?”.
11. ↑  „Debunking the "Supermoon" Theory of Japan's Earthquake and Tsunami”.
12. ↑  „Yesterday's supermoon did not cause any disasters”. Arhivat din original la 27 septembrie 2015.

## Legăturiexterne
Materiale media legate de SuperLuna la Wikimedia Commons